# Jelagax (sockenhuvudort i Kina, Xinjiang Uygur Zizhiqu, lat 46,60, long 83,92)
Jelagax (kinesiska: 杰勒阿尕什, 杰勒阿尕什乡) är en sockenhuvudort i Kina. Den ligger i den autonoma regionen Xinjiang, i den nordvästra delen av landet, omkring 420 kilometer nordväst om regionhuvudstaden Ürümqi. Antalet invånare är 8 757. Befolkningen består av 3 962 kvinnor och 4 795 män. Barn under 15 år utgör 19,0 %, vuxna 15-64 år 76 %, och äldre över 65 år 4,0 %.
Runt Jelagax är det ganska glesbefolkat, med 22 invånare per kvadratkilometer. Närmaste större samhälle är Shanghu, 8,4 km nordväst om Jelagax. Trakten runt Jelagax består i huvudsak av gräsmarker.
Genomsnittlig årsnederbörd är 330 millimeter. Den regnigaste månaden är juli, med i genomsnitt 49 mm nederbörd, och den torraste är februari, med 15 mm nederbörd.